# WS-6
WS-6(中国語: 涡扇-6、ウーシャン(wō shàn)-6、略称WS-6)は中華人民共和国の成功しなかったターボファンエンジン量産計画である。旧称は910型。
WS-6は、瀋陽発動機設計研究所（第606エンジン設計研究所）により1964年10月からJ-9とJ-13に搭載するため開発が開始された中国初の国産大推力ジェットエンジンで、ドライ推力が7,270kg、最大推力12,460kgという性能の達成を目指していた。開発にあたってはベトナム戦争で撃墜されたF-4の残骸から回収したJ79ターボジェットエンジンや後にWS-9(中国語: 涡扇-9、ウーシャン(wō shàn)-9、略称WS-9、コードネーム泰嶺)としてライセンス生産したスペイの公開資料などが集められて開発の参考とされた。
1965年9月には設計が始まり、1966年5月には試作に入った。文化大革命の間開発はある程度の影響を受けたものの、1968年6月に最初のプロトタイプのベンチテストを開始した。1969年にはさらに20基の試験用エンジンの製造と実用化に向けた作業を継続する事が決定され、1974年には開発に目途が付き、地上における試験で12,644kgの推力を発揮した。1980年には圧縮比をタービン入り口温度や燃焼室の温度を上げつつ、圧縮比を2.6から2.15まで低下させ（従ってバイパス比も減少）出力を向上させたWS-6Gの開発が開始された。WS-6Gは、WS-6と同じサイズかつ重量を100kg軽量化し、アフターバーナー推力を13.2%、重量比を18.9%向上させることを目指していた。しかし、計画は問題に直面したことにより停滞し1980年5月には、搭載予定であったJ-13のエンジンとしてR-29-300をリバースエンジニアリング方式によって国産化したWP-15が開発が難航していたWS-6に替えて選択された。1982年10月には、24時間の飛行試験を経てテスト時間が334時間に達したものの1984年にWS-6は搭載機のJ-9とともに開発中止となった。

## 仕様
一般的特性
- 形式: アフターバーナー付きターボファン
- 全長: 5,645mm(WS-6)、4,654(WS-6G)
- 直径: 1,370mm
- 乾燥重量: 2,100kg(WS-6)、2,000kg(WS-6G)

構成要素
- 圧縮機: ファン3枚、11段軸流圧縮機
- タービン: 2段高圧、2段低圧タービン

性能
- 推力: 

  - 最大推力 12,220kg(WS-6)、13,830(WS-6G)
  - 中間推力 7,130kg(WS-6)、8,385kg(WS-6G)
- 全圧縮比（英語版）: 14.60(WS-6)、17.50(WS-6G)
- タービン入口温度: 1,077℃(WS-6)、1,277℃(WS-6G)
- 燃料消費率: 

  - アフターバーナー 2.3045kg/hr/daN(WS-6)、 2.338kg/hr/daN(WS-6G)
  - 中間 0.6342kg/hr/daN(WS-6)、0.7850kg/hr/daN(WS-6G)
- 推力重量比: 5.93(WS-6)、7.05(WS-6G)